# 橋本登美三郎
橋本 登美三郎（はしもと とみさぶろう、1901年3月5日 - 1990年1月19日）は、日本の政治家。衆議院議員（12期）、運輸大臣（第40代）、建設大臣（第19代、第26代）、内閣官房長官（第27代、第28代）、自由民主党幹事長（田中内閣）、自由民主党総務会長（佐藤内閣）などを歴任した。

## 生涯
茨城県行方郡潮来町（現：潮来市）の回送問屋の家に生まれた。当初父は「三郎」という名を考えていたが、親戚が生まれた子供に三郎と名づけたので、母親の名前をつけて「登美三郎」と命名したという。旧制佐原中学（現：千葉県立佐原高等学校）から、早稲田大学政治経済学部に入学。在学中は雄弁会に所属し、「闘将」と称された。
1927年に大学卒業後、朝日新聞社に入社する。満州に特派員として派遣されたのを皮切りに中華民国で活動を始める。1936年より翌1937年8月まで南京支局勤務、南京通信局長を務める。同年12月、南京を日本軍が占領した際、部下の記者を15人ほど引き連れて、一番乗りしたことで有名である。ちなみに橋本は南京大虐殺については否定的な証言をしている。外信部長、東亜部長を歴任し、第二次世界大戦終戦の年の1945年に退社した。
1946年、第22回衆議院議員総選挙に立候補するが落選し、地元潮来町の町長に選ばれる。翌1947年、第23回衆議院議員総選挙に再度出馬するがまたも落選。1949年の第24回衆議院議員総選挙で旧茨城1区から立候補し、三度目の正直で最高点を得票し、初当選。以後連続当選12回。
当選後、主に郵政関係、特に電気通信関係の族議員となる。だが、1955年の保守合同に際しては、橋本の恩師である吉田茂が自由民主党への参加を拒否してその側近の佐藤栄作もこれに従う。橋本は佐藤への恩義を理由に2人が参加しない限り、新党参加を拒否することを表明したため、結果的に3人は無所属となった。1957年に佐藤の実兄である岸信介が自民党総裁に就任すると、岸や池田勇人の説得によって吉田が自民党に入党したため、佐藤や橋本もこれに従った。また、特殊法人としての日本放送協会（NHK）の設置にも尽くした。（ちなみに元NHK会長の海老沢勝二は、橋本と同じ潮来市出身である。）
1960年、新日米安全保障条約の承認をめぐる国会審議は、安保廃棄を掲げる社会党の抵抗により紛糾。5月19日には日本社会党議員を国会会議場に入れないようにして新条約案を強行採決するが、国会外での安保闘争も次第に激化の一途をたどる。右翼の支援団体と警察だけではデモ隊を抑えられないと判断した自民党のアイク歓迎実行委員会により、橋本は暗黒街（暴力団）の親分衆の会合に派遣され、闇勢力の力を借りる形を取った。新安保は成立となったが、様々な混乱を招いたため、6月23日、岸内閣は総辞職となった。
岸内閣の後の第1次池田内閣の建設大臣兼首都圏整備委員会委員長として初入閣。佐藤栄作の側近として、田中角栄、保利茂、愛知揆一、松野頼三とともに「佐藤派五奉行」の一翼を占める。1964年に佐藤内閣が発足し、内閣官房長官、建設大臣、党総務会長、運輸大臣を歴任。佐藤退陣を受けての角福戦争では田中派の大幹部として、総裁選挙で田中角栄を擁立、田中内閣成立をうけて、自民党幹事長に就任した。政権の大番頭として田中を支える。
運輸大臣在任中の1970年に、日本航空機がハイジャックされる。いわゆる「よど号ハイジャック事件」が発生。その際には主管大臣として犯人側との交渉に当たった。その際、橋本は自らが人質の身代わりとなることを主張するが、佐藤は現職閣僚である橋本を危険に晒すことは出来ないとしたところ、山村新治郎運輸政務次官（橋本と同じ旧制佐原中学出身）が人質の身代わりを志願。最終的に、山村が人質の身代わりになった。
その後も運輸大臣として高度経済成長期の運輸行政の舵取りを取り続けるものの、在任中に国内大手航空会社の全日本空輸からの多額の収賄を受けたことで、田中とともに逮捕され、自らの政治生命に終止符を打つこととなる。1976年8月21日に、ロッキード事件の全日空ルートで、運輸大臣在任中に全日空に有利な政策を導入するなど便宜を図った謝礼として、元運輸官僚で天下り社長となった若狭得治率いる全日空幹部から500万円を受け取った容疑で、東京地検特捜部に受託収賄容疑で逮捕された。なお同社は、橋本がかつて勤務していた朝日新聞の社長が社長を務めたほか、上位株主として名を連ねるなど朝日新聞と深い関係にある。
起訴逮捕後に自民党を離党したが、選挙を目前として後援会の西湖会は組織をフル動員して橋本を支援する署名を12万筆を集めた。同年10月15日、自民党県連は橋本の推薦を全会一致で決定するが、同年12月に行われた第34回衆議院議員総選挙には無所属で立候補して当選した。
1977年3月5日、潮来町の慈母観音にて信者ら約百人と先祖供養をしていた現場で、ロッキード事件に不満を持つ男に刃物で左胸を刺されて軽傷を負った。身辺警護は自民党幹事長を辞職して以降、橋本側から断っていた。
1980年の第36回衆議院議員総選挙に落選して政界から引退。地盤は額賀福志郎に引き継がれた。ロッキード事件では一審・二審で懲役2年6ヶ月執行猶予3年、追徴金500万円を受けた。上告中の1990年1月19日死去。享年88。裁判は公訴棄却となった。

## 成田空港問題とのかかわり
- 1965年11月18日、官房長官であった橋本は懸案となっていた新東京国際空港（現・成田国際空港）建設地について、「関係閣僚協で新空港を富里にすることに内定した。あす閣議決定する」と突如記者会見で発表した[6]。このことについては地域への根回しが全く行われておらず、病気療養中の友納武人千葉県知事に代わって職務を行っていた副県知事であった川上紀一も当日ラジオで初めて知るという有様であり、突然の内定に地域は大混乱に陥った。この背景には、富里に次ぐ候補地として挙げられていたのが霞ヶ浦沖であり、地元である行方郡で起きた反対運動を受けて橋本による策動があったのではないかとの指摘がある[7][8][9]。千葉県側の抗議で閣議決定は延期となり、結局規模や位置を変更して閣議決定がなされるが、既に富里に入り込んでいた日本共産党や日本社会党がここでも住民の反対運動を組織して三里塚闘争に発展していく（→成田空港問題）。
  - 石原慎太郎によれば、自分が佐藤栄作の指示を受けて自分の選挙区がある茨城県に空港建設をする準備を進めていたところ自由民主党総裁選の直前に佐藤が一転して千葉県に決定したと言い渡されたと橋本が述懐しており、三選を狙う佐藤が川島正次郎の協力を得るために取引したのだと主張している[10]。しかし、佐藤が三選を果たした総裁選はこれより3年後の1968年11月であるうえ、1963年12月11日には運輸省航空審議会が富里を最有力候補として挙げていることなどから、この主張は時系列の整合が取れない。また、川島はもともと東京湾埋立による新空港建設を支持しており[11]、富里内定直後に千葉県副知事であった川上紀一が川島に問い合わせたところ、川島が「閣議協の内定は、自分は全く知らない。けしからぬことである」と語り、事前の相談を受けていない千葉県が「（運輸大臣との）会見を断ったのは当然である」と述べたとする証言[8]とも矛盾する。そもそも、川島の選挙区である千葉県第1区は千葉県北西の湾岸地域で構成されており、富里も成田も含まれていない。
  - 1966年3月11日の閣議で、富里新空港建設促進（閣僚協議会による補償策の早期決定、運輸省への推進本部設置による推進体制の整備）について発言し、承認を受けている[12]。
  - 成田に計画変更された時の経緯について航空局参事官であった手塚良成が以下のように振り返っている。橋本官房長官に、突然呼ばれたんですよね、行くと、官房長官のテーブルに我々の計画案が広げてあって、それが真ン中から太い赤鉛筆でまっぷたつにされてるんですよね。橋本さんが問答無用といった感じで、"場所は三里塚、富里の隣だ。（千葉県内陸を推す）運輸省の言い分は通ったんだ。面積は半分になるが、羽田と併用すればいい。とにかくSSTが来る（昭和）四十六年までに作ることが先決なんだから……"って言うんですね。手塩にかけた計画でしょ。頭に血が上っちゃってね。あとは、官房長官になにを言って退出したかもすっかり忘れてしまったぐらい、興奮してましたね

結局、運輸省は「二十一世紀にも耐えうる」と自賛した空港計画規模の大幅減を呑んで1966年6月29日に三里塚移転案を発表し、翌7月4日に閣議決定される。
- 運輸相在任中であった1971年に成田空港予定地の代執行（第一次代執行）が行われ、大量の負傷者と逮捕者を出す大事件となった。最終日当日となった3月6日に地久節の儀式に出席していた橋本は宮中で報告を受けたが、その後参院予算委が済むと「これで反対派の農民も、いくら抵抗してもだめだとわかったろう、ワシはこれから潮来にゆくんだ。そう空港の話ばかりできんよ。二、三日もすれば、農民も話し合いに乗ってくるだろう」「これまでのように絶対反対ではどうしようもないというのが、わかってきてるからな。今度であきらめたさ」と発言し、依然反対派が地下に立てこもっている状況が続く中、地元の茨城県に向かった[14]。このことは反対派の怒りを大いに買い[15]、再び9月に行われた代執行（第二次代執行）では東峰十字路事件をはじめとする激しい衝突が発生した[16]。
- 第一次代執行後の1971年5月28日、藤倉武男の辞任に伴う成田市長選挙に出馬した長谷川録太郎の応援の為に成田を訪れた。これを聞きつけた空港反対派が押し掛け、運輸大臣であった橋本への会談を迫った。もともと反対派と話し合いをする予定はなくそのまま戻る予定であった橋本は混乱を避けるために申し入れを受けたが、空港建設中止を求め政府の強引さを非難する戸村一作反対同盟委員長に対し、「空港建設は中止しない」としたうえで「空港用地内に土地を持っていない人（戸村のこと）とは話し合わない」とやり返すなど、会談は平行線のまま20分で終了した[17]。

## エピソード
- 性格は自他ともに認める「アバウト」な政治家で、幹事長時代には実務は筆頭副幹事長の竹下登に任せきりだった。この経験が竹下の経験や人脈となり、2000年に没するまで自民党に君臨する下地となってゆく[18]。
- 信仰心の篤さは有名であった。幹事長時代、仏教界の高僧連の訪問をうけた橋本は、高僧たちの政治批判に「若者が怪しげな新興宗教に走ったりするのも元はといえば心のよりどころを見失っているからだ。彼らを救うには政治の役割も大きいが、なんといっても彼らの心のスキマを埋めるのは宗教家の義務ではないか。ところがあなたがたは宗祖が苦労して築き上げた繁栄の上にあぐらをかいてむしろ威張っているようにさえ見える。今こそ自ら辻説法をして若者を救うために尽力してはどうか」と反論した。さすがの高僧連中も何も言えなかったという[19]。
- 1965年6月26日、全国重症心身障害児（者）を守る会第2回全国大会で佐藤首相の代理として登壇した橋本は、用意してあった祝辞を読まず、「みなさんの悲しみを悲しみとし不幸を不幸として受けとるだけの愛情がわれわれ政治家にはなかった」と涙ぐんであいさつした[20]。
- 地元潮来の日の出地区区画整理事業の推進にあたったが、その当初より、地区内に慈母観世音菩薩の御堂建設を目指す世話人代表として指導にあたった。1975年に田中角栄などを招いて慈母観音水雲山潮音寺の落慶大法要を営んだ。（潮来町浪逆土地区画整理組合「新天地の創成」ほか）
- 俳優の石原裕次郎を慕っており石原プロモーションが抱えていた借金を全額肩代わりするから参議院選挙に出馬しないかと要請したことがある。
- 逮捕される直前には渋谷区富ヶ谷の自宅に帰らず、事務所のあった砂防会館に籠った。報道陣が押しかけて近隣住民に迷惑をかけることを避けたこと、病弱な妻に負担を掛けないようにする配慮であったとされている[21]。

## 褒章
- 勲一等旭日大綬章

## 著書
- 『私の履歴書 - 激動の歩み』永田書房、1976年

### 評伝
- 『評伝 橋本登美三郎』同・刊行会 編・刊、1989年。非売品
- 松尾理也『橋本登美三郎の協同　保守が夢みた情報社会』創元社「近代日本メディア議員列伝」、2024年